# ایوانوفسکی (آستراخان)
ایوانوفسکی (به لاتین: Ivanovsky) یک منطقهٔ مسکونی در روسیه است که در استان آستراخان واقع شده‌است.